# Olga Flor
Olga Flor (Viena, 25 de enero de 1968) es una escritora austríaca.

## Biografía
Creció en Viena, Colonia y Graz y estudió física e historia en la Universidad de Graz. Ha trabajado en el sector multimedia, escrito varias obras y recibido premios literarios como el Premio Anton-Wildgans en 2013.
Es miembro de la Grazer Autorinnen Autorenversammlung.

## Obra

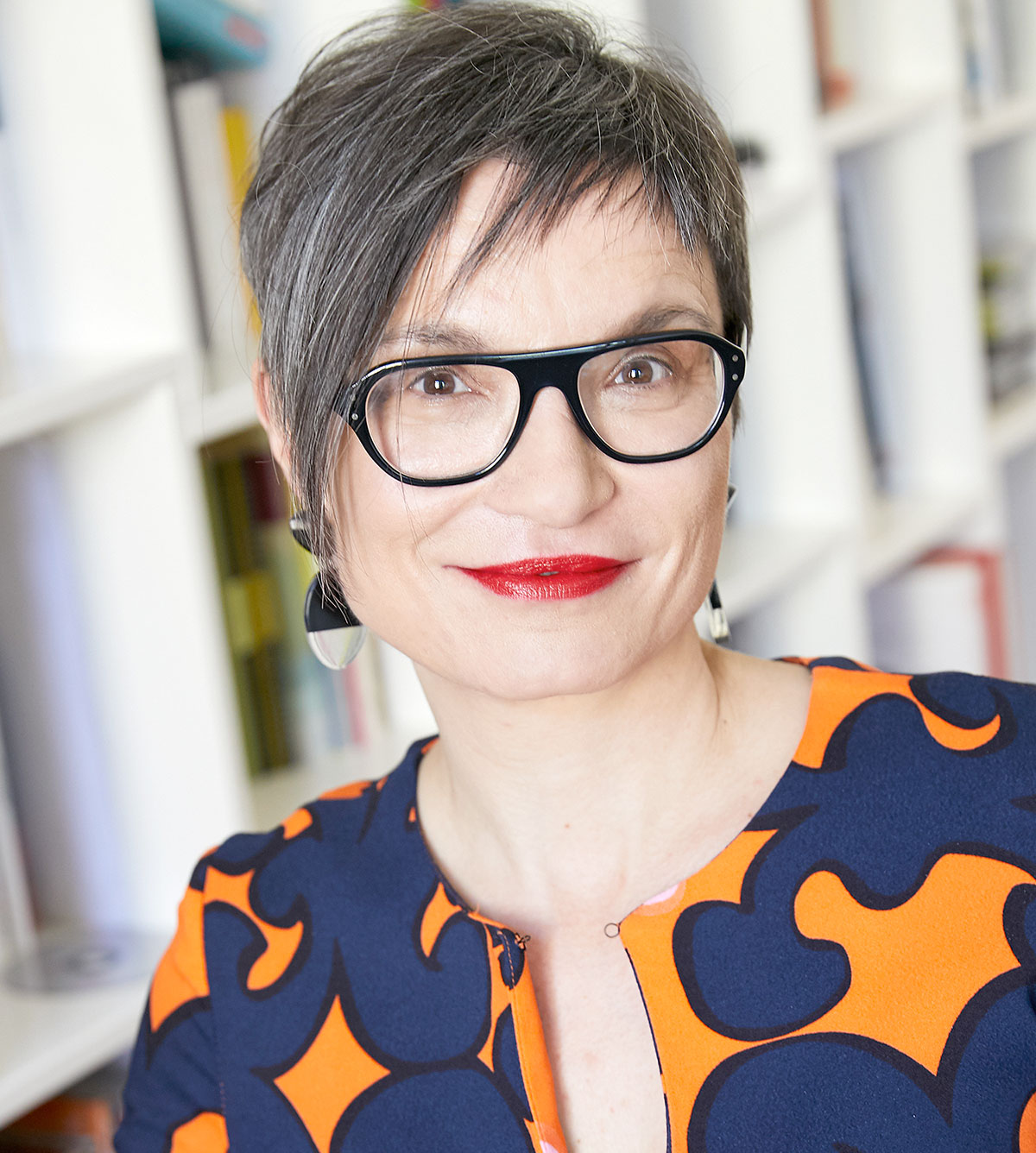
Olga Flor en 2018

- Erlkönig, 2002
- Talschluss, 2005
- Kollateralschaden, 2008
- Die Königin ist tot, 2012
- Ich in Gelb, 2015
- Klartraum, 2017
- Politik der Emotion, 2018